# Кампелу (Фигейро-душ-Виньюш)
Кампелу (порт. Campelo) — район (фрегезия) в Португалии, входит в округ Лейрия. Является составной частью муниципалитета Фигейро-душ-Виньюш. По старому административному делению входил в провинцию Бейра-Литорал. Входит в экономико-статистический субрегион Пиньял-Интериор-Норте, который входит в Центральный регион. Население составляет 359 человек на 2001 год. Занимает площадь 51,55 км².